# Phalanger mimicus
Phalanger mimicus é uma espécie de marsupial da família Phalangeridae. Endêmica da Nova Guiné.